# Enrico Maria Artale
 (octobre 2024).
Si vous disposez d'ouvrages ou d'articles de référence ou si vous connaissez des sites web de qualité traitant du thème abordé ici, merci de compléter l'article en donnant les références utiles à sa vérifiabilité et en les liant à la section « Notes et références ».
Enrico Maria Artale né à Rome le 7 juin 1984 est un réalisateur et scénariste italien.

## Biographie
Enrico Maria Artale est né à Rome le 7 juin 1984, et a grandi à Rome, où il a pris un diplôme de Philosophie à l' université de Rome « La Sapienza » et un de Réalisation au Centro Sperimentale di Cinematografia.
Son court métrage Il respiro dell’arco est présenté au Festival du film de Locarno.
Son premier long métrage, Il terzo tempo est présenté à la 70e Mostra de Venise, compétition officielle Orizzonti, où il  reçoit une mention spéciale pour le meilleur premier film.
Il écrit, produit et réalise son documentaire Saro, un film intime sur la rencontre de son père à l'âge de 25 ans. Le film  remporté le prix du Meilleur Documentaire au 34e festival du film de Turin et a été nommé pour le David di Donatello.
Il réalise des épisodes de séries télévisées, explorant différents genres : le thriller psychologique Sanctuary, avec Matthew Modine et Josefin Asplund, produit par YellowBird et FabulaPictures, et distribué par Studiocanal ; le péplum Romulus, produit par Groenlandia Film et Cattleya, distribué par ITV et SKY, où il est confirmé pour la deuxième saison ; le western Django, avec Matthias Schoenaerts et Noomi Rapace, produit par Atlantique pour CANAL+ et SKY.
Il  réalise The Naked Truth, une vidéo inspirée du travail des peintres Francis Bacon et Lucien Freud, qui fait partie d'une exposition au Cloître de Bramante à Rome, en collaboration avec la Galerie Tate de Londres.
Il a écrit et réalisé son deuxième long métrage, El paraìso, que été presenté à la 80e Mostra de Venise, où il reçoit le prix du Meilleur Scénario dans la compétition Orizzonti. Le film a également remporté les prix de la Meilleure Actrice (pour Margarita Rosa De Francisco (en)) et du Meilleur Film Italien (prix du jeune jury).
En 2024, il travaille sur la série Un prophète, tirée du film de Jacques Audiard, dont il réalise les huit épisodes et sera presenté dans la selection officielle de la 82° Mostra de Venise, et distribuée par CANAL+en 2026,.

## Filmographie
- Il respiro dell’arco, court-métrage (2011)
- Il terzo tempo, long-métrage (2013)
- Saro, long-métrage documentaire (2016)
- Sanctuary (2019)
- Romulus, série, première et deuxième saison (2020-2022)
- The Naked Truth, court-métrage (2020)
- Django, série (2023)
- El paraíso, long-métrage (2023)
- Un prophète, série (en postproduction)